# Super Bowl X
Super Bowl X je bio završna utakmica 56. po redu sezone nacionalne lige američkog nogometa. U njoj su se sastali pobjednici AFC konferencije Pittsburgh Steelersi i pobjednici NFC konferencije Dallas Cowboysi. Pobijedili su Steelersi rezultatom 21:17, kojima je to bio drugi osvojeni naslov (uz to i drugi naslov zaredom).
Utakmica je odigrana na stadionu Orange Bowl u Miamiju u Floridi, kojem je to bilo četvrto domaćinstvo Super Bowla (zadnje Super Bowl V 1971. godine).

## Tijek utakmice
| Četvrtina | Vrijeme | Momčad | Informacija o promjeni rezultata                                                    | Rezultat | Rezultat |
| Četvrtina | Vrijeme | Momčad | Informacija o promjeni rezultata                                                    | Steelers | Cowboys  |
| --------- | ------- | ------ | ----------------------------------------------------------------------------------- | -------- | -------- |
| 1         | 10:24   | DAL    | touchdown dodavanjem (Staubach-Pearson), uspješan pokušaj za dodatni poen (Fritsch) | 0        | 7        |
| 1         | 5:57    | PIT    | touchdown dodavanjem (Bradshaw-Grossman), uspješan pokušaj za dodatni poen (Gerela) | 7        | 7        |
| 2         | 14:45   | DAL    | field goal (Fritsch)                                                                | 7        | 10       |
| 4         | 11:28   | PIT    | safety nakon blokiranog punta (Harrison)                                            | 9        | 10       |
| 4         | 8:41    | PIT    | field goal (Gerela)                                                                 | 12       | 10       |
| 4         | 6:37    | PIT    | field goal (Gerela)                                                                 | 15       | 10       |
| 4         | 3:02    | PIT    | touchdown dodavanjem (Bradshaw-Swann), promašen pokušaj za dodatni poen             | 21       | 10       |
| 4         | 1:48    | DAL    | touchdown dodavanjem (Staubach-Howard), uspješan pokušaj za dodatni poen (Fritsch)  | 21       | 17       |

## Statistika utakmice

### Statistika po momčadima
| Statistika                                                      | Steelers | Cowboys |
| --------------------------------------------------------------- | -------- | ------- |
| Prvih pokušaja                                                  | 13       | 14      |
| Ukupno osvojenih jardi                                          | 339      | 270     |
| Broj napada probijanjem                                         | 46       | 31      |
| Ukupno jardi osvojenih probijanjem                              | 149      | 108     |
| Broj napada s kompletiranim dodavanjem/ukupno napada dodavanjem | 9/19     | 15/24   |
| Ukupno jardi osvojenih dodavanjem                               | 190      | 162     |
| Izgubljenih lopti                                               | 0        | 3       |
| Prekršaji (izgubljenih jardi)                                   | 0 (0)    | 2 (20)  |
| Vrijeme posjeda lopte (min:s)                                   | 29:30    | 30:30   |

### Statistika po igračima
| Quarterback          | Dodavanja* | Yds** | TD*** | Int**** |
| -------------------- | ---------- | ----- | ----- | ------- |
| Terry Bradshaw (PIT) | 9/19       | 209   | 2     | 0       |
| Roger Staubach (DAL) | 15/24      | 204   | 2     | 3       |

Napomena: * - broj kompletiranih dodavanja/ukupno dodavanja, ** - ukupno jardi dodavanja, *** - broj touchdownova (polaganja), **** - broj izgubljenih lopti